# Marco van Hoogdalem
Marco van Hoogdalem (Gorinchem, 23 mei 1972) is een voormalig Nederlands voetballer en huidig assistent-voetbaltrainer die speelde als centrale verdediger. Hij won in 1997 de UEFA Cup met Schalke 04, waar hij onder contract stond van 1996 tot 2006.

## Clubcarrière
Van Hoogdalem speelde bij de amateurs van SVW uit zijn geboortestad, voordat hij in 1989 naar RKC Waalwijk vertrok. In 1993 vertrok Van Hoogdalem naar Roda JC. In januari 1997 vertrok Van Hoogdalen naar Schalke 04, waar de naam Van Hoogdalem in een adem genoemd wordt met die van landgenoot Niels Oude Kamphuis. Met Schalke 04 beleefde Van Hoogdalen een zeer succesvolle periode; eenmaal werd de UEFA Cup gewonnen, tweemaal de UEFA Intertoto Cup gewonnen, tweemaal de DFB-Pokal gewonnen en eenmaal de DFB-Ligapokal gewonnen.
In 2003 raakte de boomlange Van Hoogdalem (1,91 meter) twee keer zwaar geblesseerd en in 2004 werd hij voor korte tijd weer verhuurd aan Roda JC. Hier zou hij zijn laatste wedstrijden spelen. Tot de zomer van 2006 bleef hij bij Schalke 04 onder contract staan, maar spelen deed hij niet meer, omdat de rechter een ontslagverzoek van de club geweigerd had. In totaal kwam Van Hoogdalem tot 376 wedstrijden, waarin hij 26 keer scoorde.

## Privé
Inmiddels runt hij met zijn vrouw een herberg in Ubachsberg, genaamd Herberg de Bernardushoeve. In 2016 onderging Van Hoogdalem een levertransplantatie. Sinds januari 2020 vervult Van Hoogdalem de functie van assistent-trainer binnen de jeugdopleiding van Roda JC.

## Erelijst
| Competitie         |            |                  |
| Competitie         | Aantal     | Jaren            |
| Schalke 04         | Schalke 04 | Schalke 04       |
| ------------------ | ---------- | ---------------- |
| UEFA Cup           | 1×         | 1996/97          |
| UEFA Intertoto Cup | 2×         | 2003, 2004       |
| DFB-Pokal          | 2×         | 2000/01, 2001/02 |
| DFB-Ligapokal      | 1×         | 2005             |